# ساندویچ مونته کریستو
ساندویچ مونته کریستو یک ساندویچ سرخ‌شده ژامبون و پنیر و یک نوع کروک مویسو فرانسوی می‌باشد. در کتاب‌های آشپزی ۱۹۶۰-۱۹۳۰ از این غذا با نام‌های ساندویچ فرانسوی، ساندویچ ژامبون تست‌شده، ساندویچ پنیر فرانسوی تست‌شده یاد‌شده است. این غذا می‌تواند شیرین باشد که البته طرفداران کمتری دارد.

## طرز تهیه
به طور سنتی، تمام ساندویچ را درون خمیرابه تخم‌مرغ فرو برده و سپس آن را سرخ می‌کنند. البته در بعضی نقاط از آمریکا، فقط نان کره مال شده را گریل کرده و به صورت یک ساندویچ باز سرو می‌کنند. گاهی از ورقه‌های  گوشت بوقلمون نیز استفاده شود. در درست کردن ساندویچ مونته کریستو می‌توان از پنیر امنتال یا پنیر گروئر استفاده نمود.
مونته کریستو گاهی به همراه مربا سرو می‌شود.

## همچنین بنگرید به
- تست فرانسوی
- ساندویچ پنیر
- چیزدریم
- کروک مویسو